# Argenteuil
Argenteuil (wymowaⓘ) – miasto we Francji, w regionie Île-de-France, w departamencie Dolina Oise, usytuowane w północno-zachodniej części aglomeracji paryskiej. Jest oddalone o 12,3 km od centrum Paryża. Leży nad Sekwaną, jest portem rzecznym Paryża.

## Przemysł
Duży ośrodek przemysłu lotniczego, samochodowego, chemicznego i metalurgicznego.
W mieście znajduje się stacja kolejowa Argenteuil.

## Zabytki
- Bazylika św. Dionizego

## Demografia
Według danych z 2018 r. gminę zamieszkiwało 110 766 osób, a gęstość zaludnienia wynosiła 6432.4 osób/km² (wśród 1287 gmin regionu Île-de-France Argenteuil uplasowało się na 4. miejscu pod względem liczby ludności, natomiast pod względem powierzchni na 119. miejscu).
| - 1250: 450 - 1520: 3000 - 1870: 7148 - 1901: 16 116 - 1921: 32 173 | - 1931: 50 378 - 1936: 59 013 - 1959: 73 295 - 1968: 90 929 - 1978: 106 000 | - 1990: 93 157 - 2000: 95 340 - 2005: 100 600 |

## Miasta partnerskie
- Dessau-Roßlau, Niemcy
- Clydebank, Wielka Brytania
- Alessandria, Włochy
- Hunedoara, Rumunia